# Bük
Bük (Duits: Wichs) is een plaats (város) en gemeente in het Hongaarse comitaat Vas. Bük telt 3213 inwoners (2007).

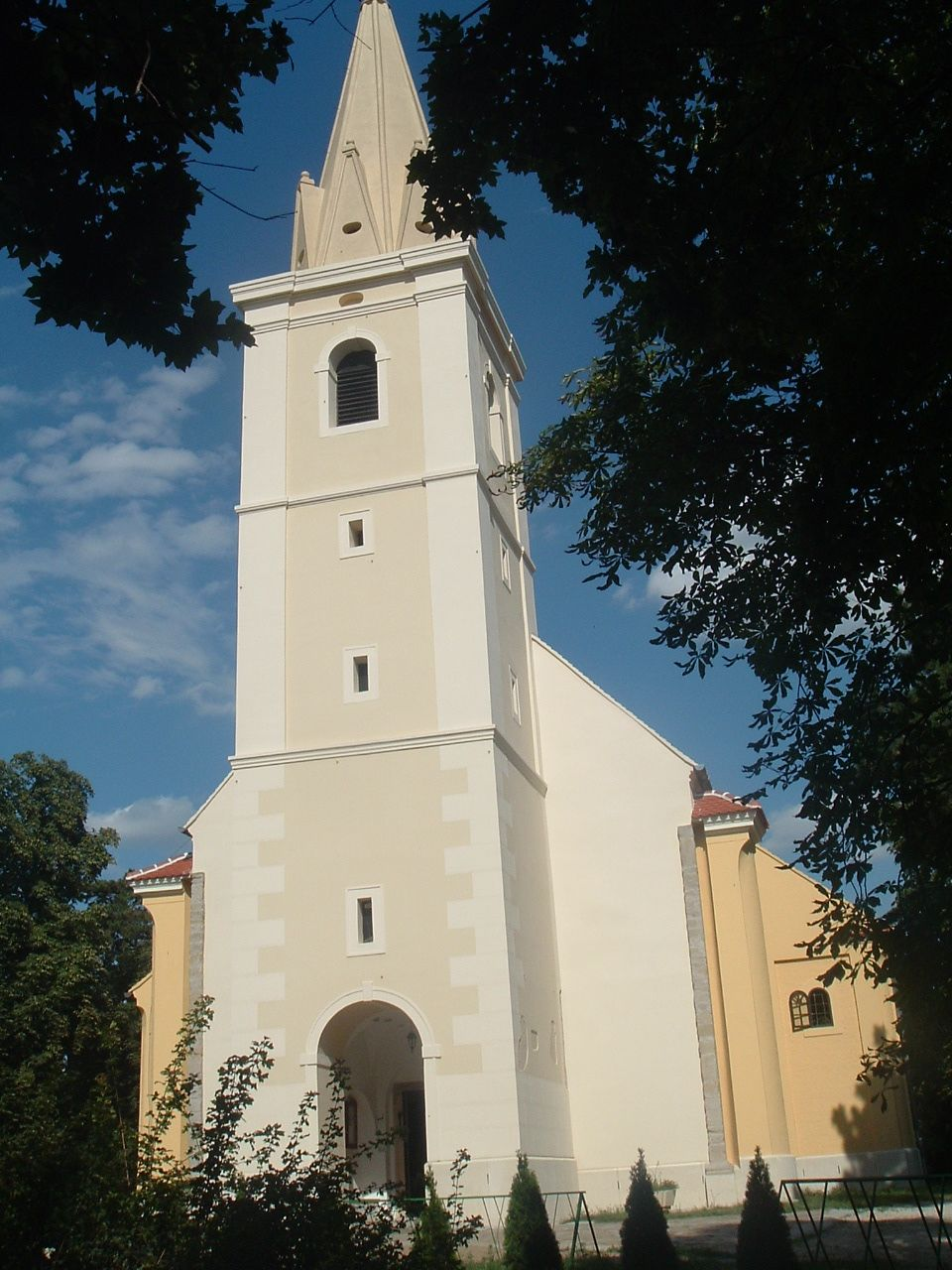
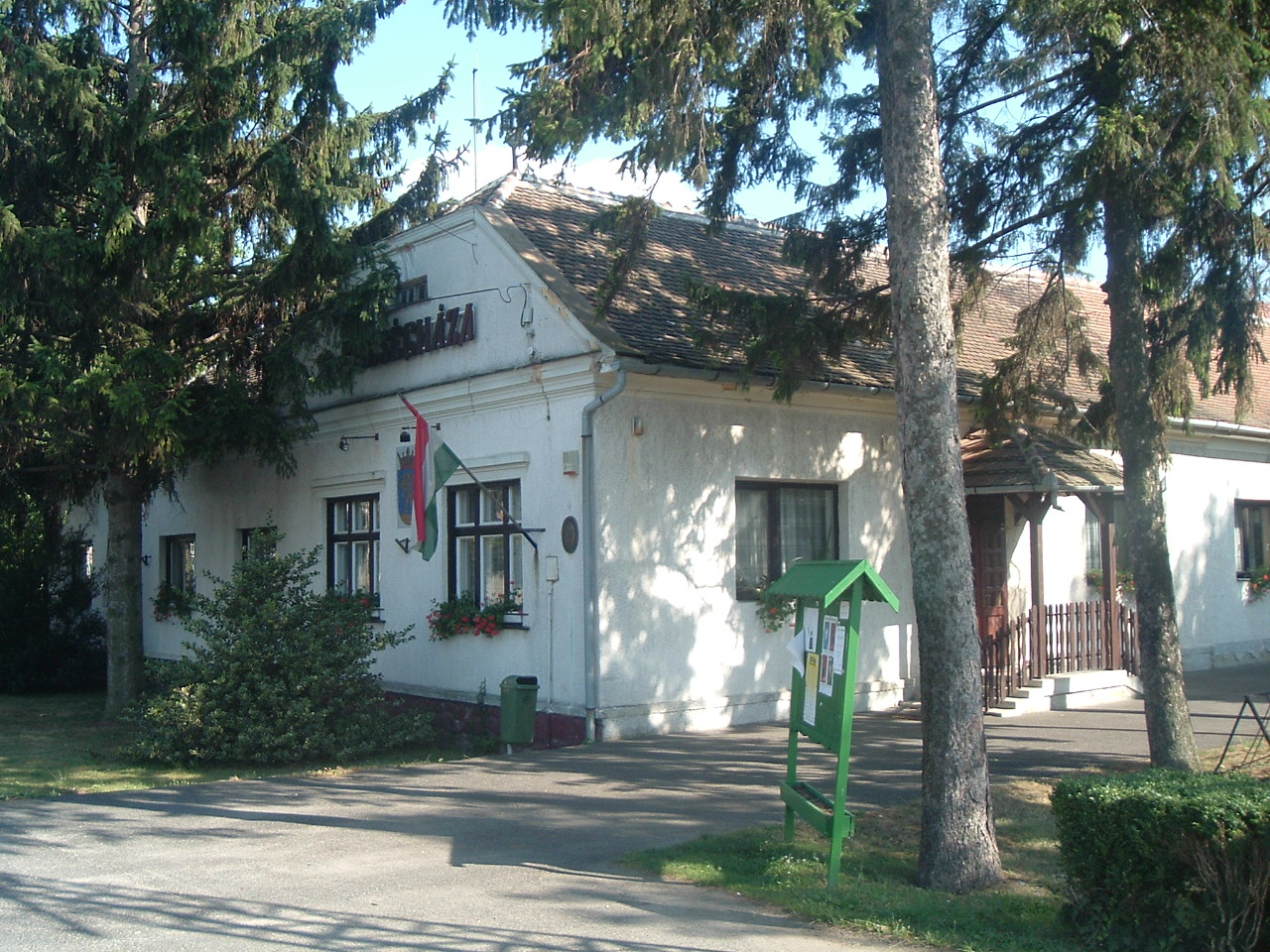
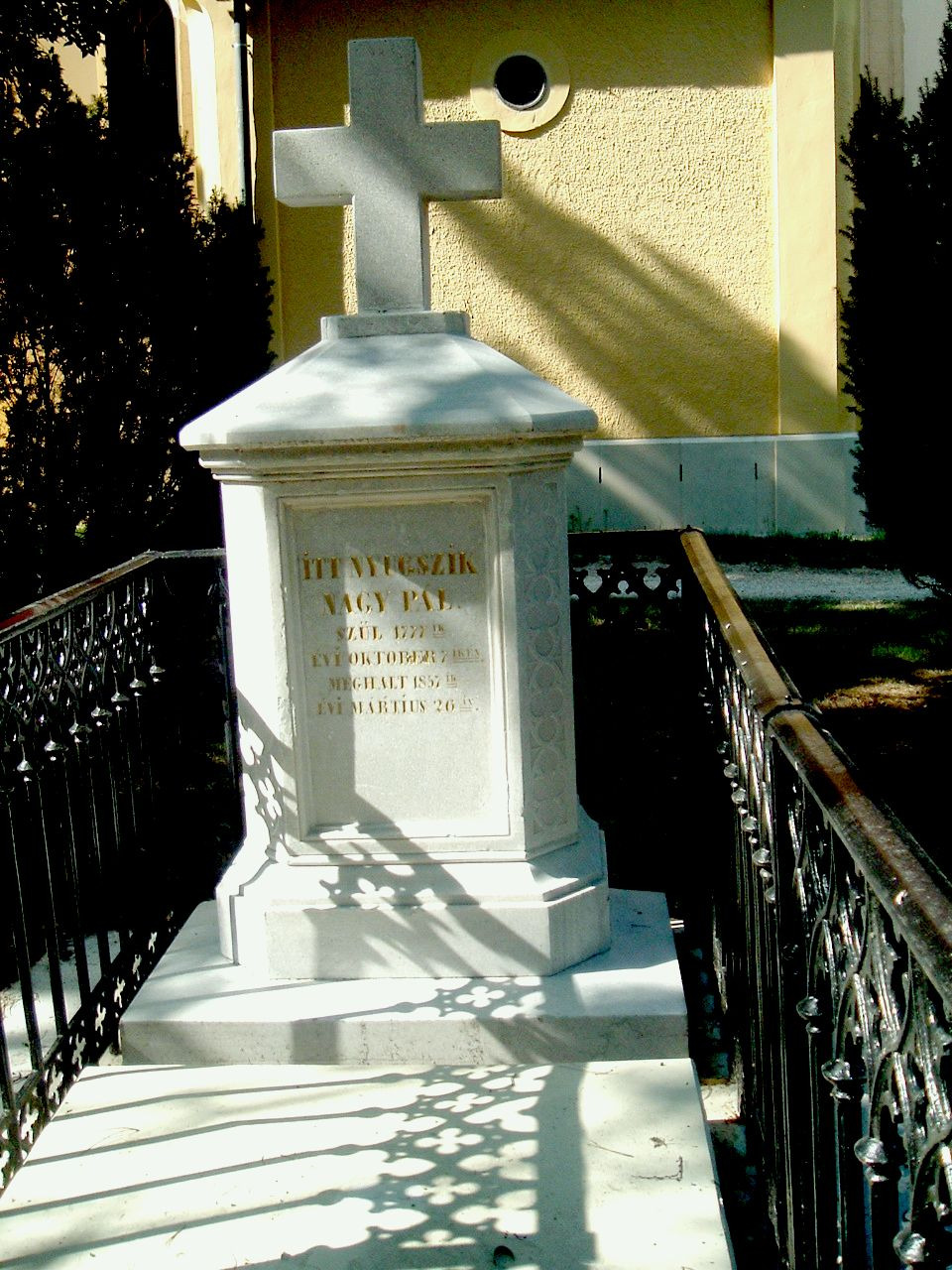
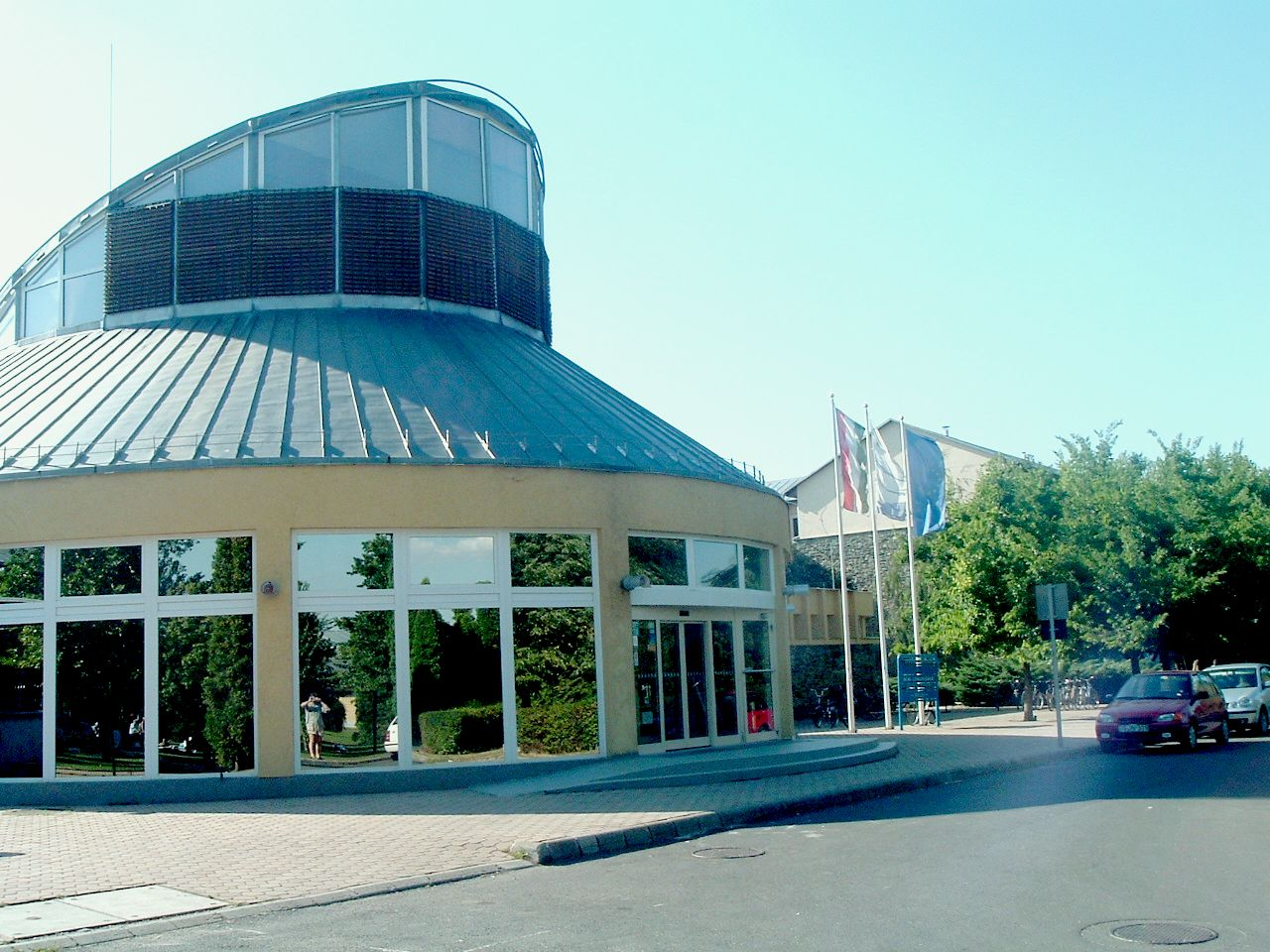
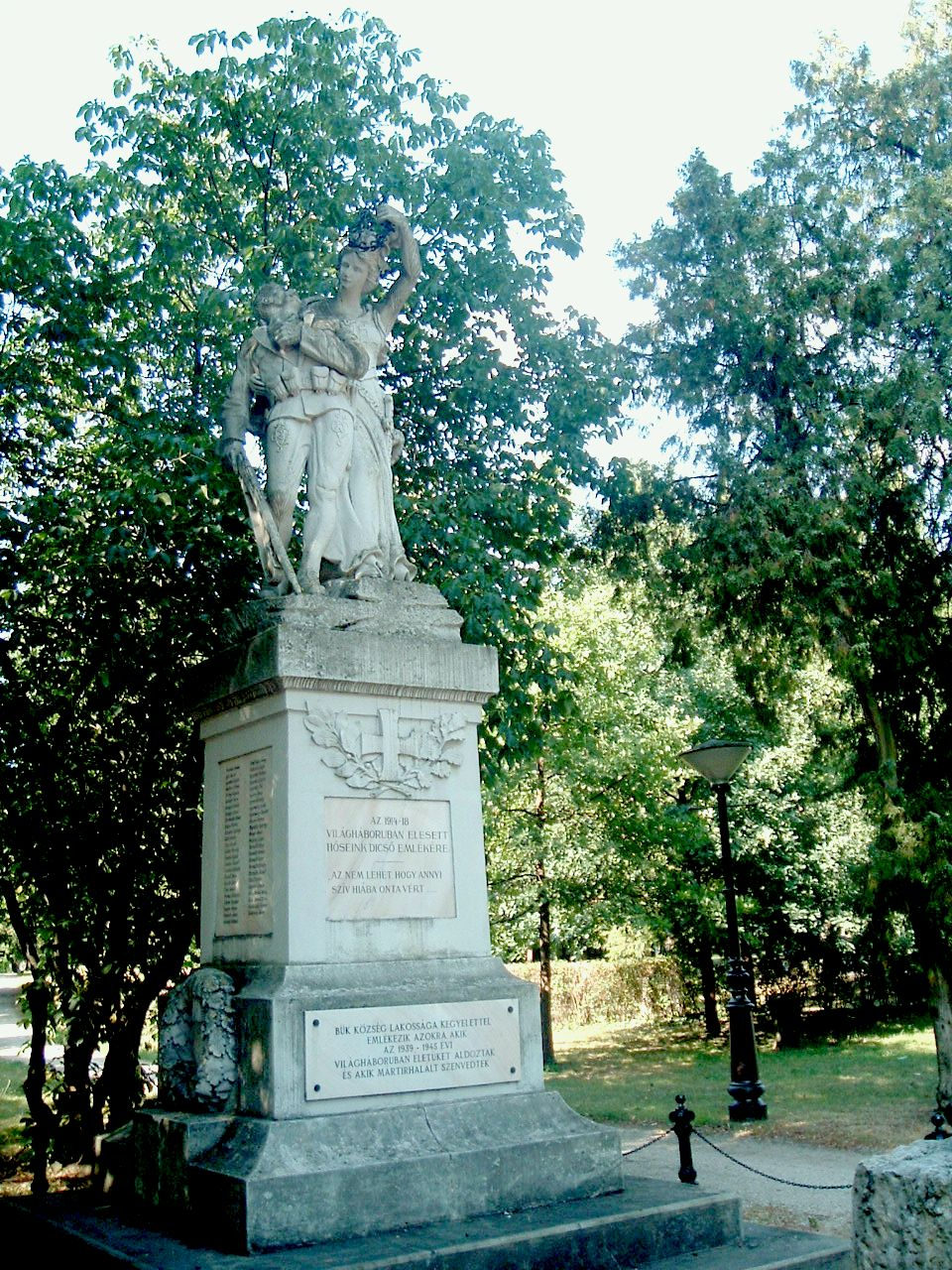
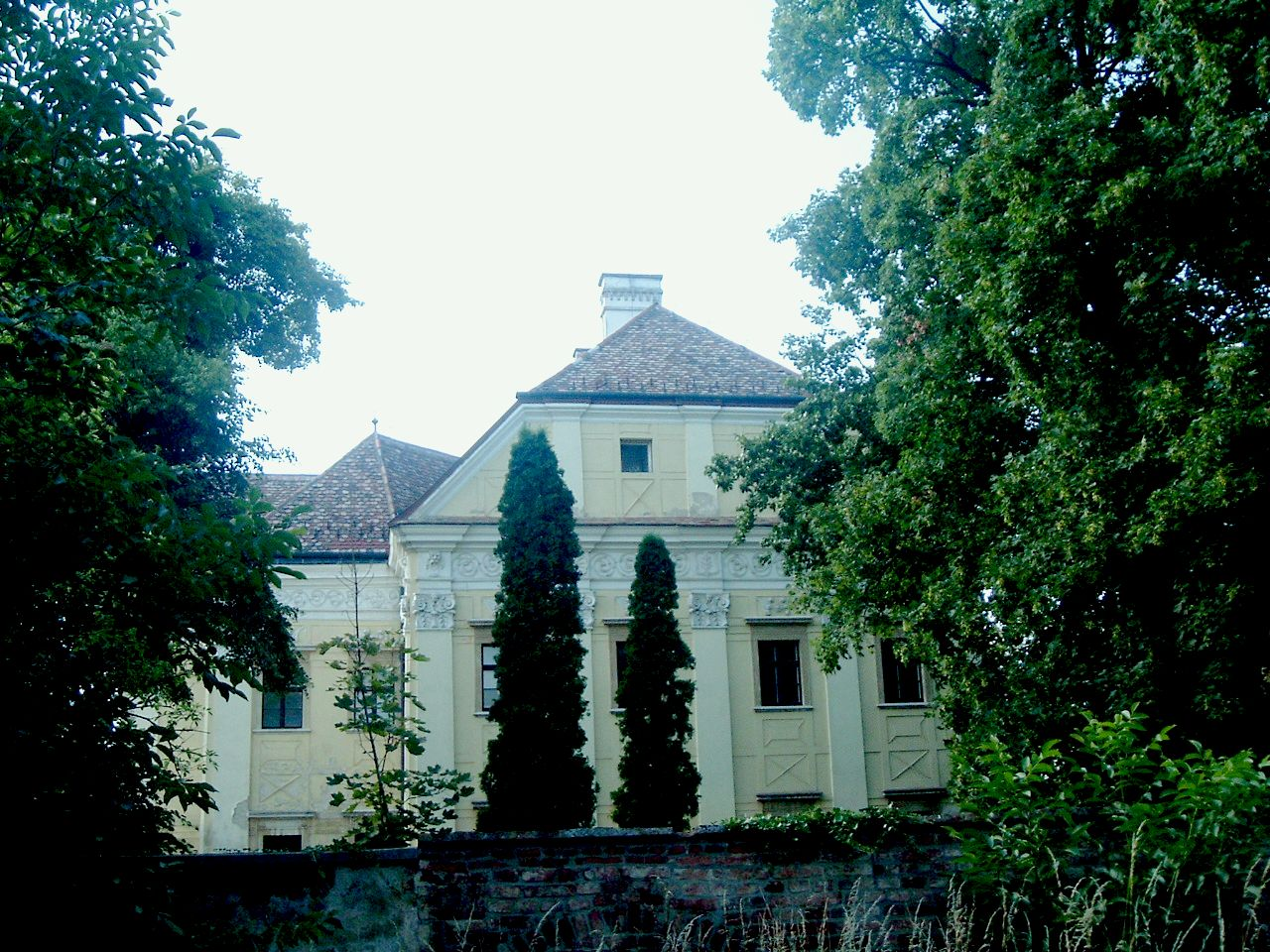
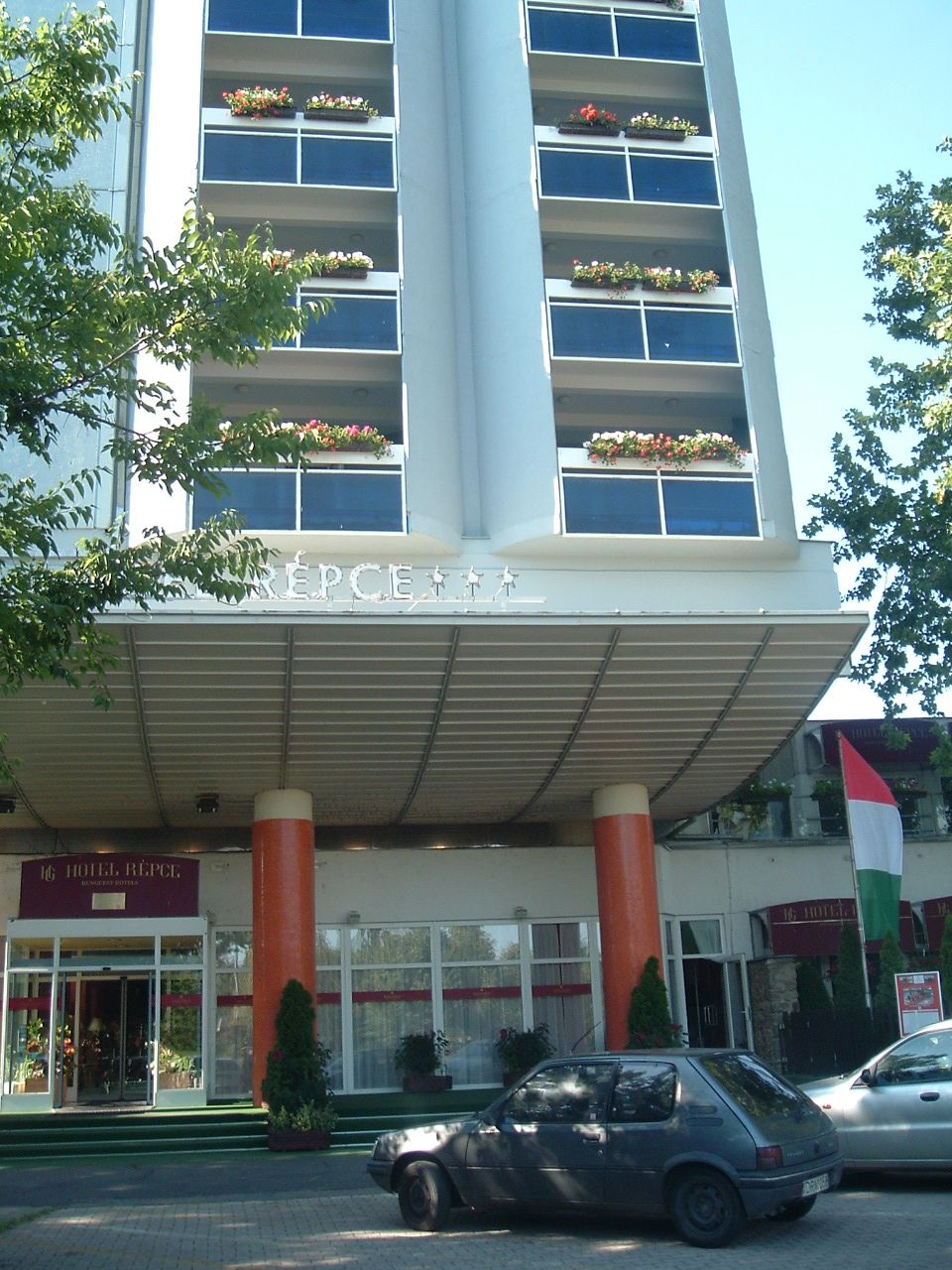